# Zinntellurid
Zinntellurid (SnTe) ist eine monokline Kristallverbindung aus der Gruppe der Telluride, die aus Zinn und Tellur gebildet wird. Die Verbindung ist ein Halbleitermaterial und wird in Kombination mit Blei als Detektormaterial für Photodioden im infraroten Spektralbereich verwendet.